# Évreux Volley-ball 2013-2014
Questa voce raccoglie le informazioni riguardanti l'Évreux Volley-ball nelle competizioni ufficiali della stagione 2013-2014.

## Organigramma societario
Area direttiva
- Presidente: Nicolas Lizard

Area tecnica
- Allenatore: Emmanuel Fouchet (esonerato), Olivier Lardier
- Allenatore in seconda: Gil Favresse

## Rosa
| N° | Nome               | Ruolo | Data di nascita   | Nazionalità sportiva |
| -- | ------------------ | ----- | ----------------- | -------------------- |
| 1  | Silvana Dascalu    | C     | 14 maggio 1994    | Francia              |
| 2  | Blair Brown        | S/O   | 5 marzo 1988      | Stati Uniti          |
| 3  | Channon Thompson   | S     | 29 marzo 1994     | Trinidad e Tobago    |
| 4  | Déa Slavova        | C     | 4 aprile 1994     | Bulgaria             |
| 5  | Ivona Svobodníková | C     | 1º aprile 1991    | Rep. Ceca            |
| 7  | Michelle Nogueras  | P     | 5 dicembre 1988   | Porto Rico           |
| 8  | Salimata Camara    | S     | 28 agosto 1993    | Francia              |
| 9  | Dragana Bartula    | S     | 26 aprile 1988    | Bosnia ed Erzegovina |
| 10 | Taiana Téré        | S     | 27 maggio 1986    | Francia              |
| 11 | Claire Lebreton    | P     | 26 dicembre 1994  | Francia              |
| 12 | Marième Diagne     | C     | 23 ottobre 1989   | Senegal              |
| 13 | Nassira Camara     | S/O   | 28 giugno 1983    | Francia              |
| 15 | Tatjana Burmazović | L     | 6 febbraio 1984   | Serbia               |
| 17 | Marta Galeotti     | P     | 27 settembre 1984 | Italia               |
| 18 | Helia González     | S     | 29 agosto 1985    | Spagna               |